# 1813
1813 (MDCCCXIII) fue un año común comenzado en viernes según el calendario gregoriano.

## Acontecimientos

### Enero
- 8 de enero: comienzo de la Campaña Admirable liderada por Simón Bolívar.
- 31 de enero: en Buenos Aires se inaugura la Asamblea del Año XIII, primer congreso nacional de la actual Argentina.

### Febrero
- 3 de febrero: José de San Martín derrota a los realistas en el Combate de San Lorenzo.
- 20 de febrero: Manuel Belgrano derrota a los realistas al mando de Pío Tristán en la Batalla de Salta, dando comienzo a la segunda campaña al Alto Perú.
- 23 de febrero: Comienza a generalizarse el uso de la escarapela de las Provincias Unidas del Río de la Plata, que había sido creada oficialmente el 18 de ese mismo mes a solicitud de Manuel Belgrano.
- 28 de febrero: Batalla de Cúcuta entre las tropas de Simón Bolívar y el ejército realista, con victoria de los insurgentes

### Mayo
- 11 de mayo: en Argentina, la Asamblea del Año XIII aprueba la creación del Himno Nacional.

### Julio
- 27 de julio: en Chile, se funda el Instituto Nacional José Miguel Carrera.

### Agosto
- 4 de agosto: finaliza la Campaña Admirable.
- 11 de agosto: Independencia de Antioquia, en Colombia.
- 31 de agosto: en España ―en el marco de las Guerras napoleónicas― la ciudad de San Sebastián (España) es incendiada y destruida por las tropas anglo-portuguesas que venían a liberarla, tras el asedio de San Sebastián.

### Octubre
- 1 de octubre: Las fuerzas de Manuel Belgrano son derrotadas en la Batalla de Vilcapugio.

### Noviembre
- 14 de noviembre: en el departamento de Potosí (actual Bolivia), los españoles derrotan a los argentinos, dirigidos por el general Manuel Belgrano, en la batalla de Ayohúma.

### Diciembre
- 29 de diciembre: Napoleón Bonaparte obliga a su hermano José a abdicar de la Corona de España.

## Arte y literatura
- 28 de enero: Jane Austen publica Orgullo y prejuicio.
- 22 de mayo: Rossini estrena L'italiana in Algeri en Venecia.

## Nacimientos
- 21 de enero: John C. Frémont, militar y aventurero estadounidense (f. 1890)
- 26 de enero: Juan Pablo Duarte, político dominicano, padre de la patria (f. 1876)

- 8 de febrero: Carlos Morel, pintor argentino (f. 1894)

- 18 de marzo: Thomas Graham Balfour,  médico cirujano escocés, pionero del uso de estadísticas en la medicina (f. 1891).
- 19 de marzo: David Livingstone, explorador y misionero escocés (f. 1873)

- 5 de mayo: Søren Kierkegaard, filósofo danés (f. 1855)
- 22 de mayo: Richard Wagner, compositor, director de orquesta, poeta y teórico musical alemán (f. 1883).

- 31 de julio: Ignacio Gómez Menéndez, escritor, diplomático, jurista, traductor e historiador salvadoreño (f. 1879)

- 5 de agosto: Ivar Aasen, filólogo, lingüista, escritor, y naturalista noruego (f. 1896).
- 24 de agosto: Manuel Gutiérrez Zamora, político mexicano (f. 1861).

- 19 de septiembre: Christian Heinrich Friedrich Peters, astrónomo alemán (f. 1890)
- 24 de septiembre: Gerardo Barrios, militar y político salvadoreño (f. 1865)

- 9 de octubre: Giuseppe Verdi, compositor italiano de música clásica (f. 1901)

## Fallecimientos
- 21 de febrero: José Viera y Clavijo, botánico y escritor español (n. 1731)

- 10 de abril: Joseph-Louis de Lagrange, matemático francés (n. 1736)

- 1 de mayo: Jean-Baptiste Bessières, militar francés (n. 1768)

- 9 de julio: Nicola Manfroce, compositor italiano (n. 1791).

- 1 de agosto: Cayetano Redondo Moreno, militar venezolano (n. 1764).
- 21 de agosto: Sofía Magdalena de Dinamarca, reina consorte de Suecia (n. 1746).

- 30 de septiembre: Atanasio Girardot, Oficial colombiano (n. 1791)

- 11 de octubre: Robert Kerr, naturalista escocés.

- 17 de diciembre: Antoine Parmentier, agrónomo francés (n. 1737)